# Autochtoon (antropologie)
Een autochtoon (Oudgrieks: αὐτός autós, zelf en χθών khthṓn, land, grond) is doorgaans de inheemse bevolking, in tegenstelling tot een allochtoon die permanent buiten het geboorteland woont of dat van recente voorouders.

## Nederland
In Nederland hanteert het Centraal Bureau voor de Statistiek (CBS) als definitie:
beide ouders zijn in Nederland geboren, ongeacht het land waar iemand zelf is geboren.
Volgens deze definitie kan het binnen Nederland gebeuren dat autochtone personen allochtone kinderen krijgen. Ook is het mogelijk dat allochtone personen in het buitenland een kind krijgen dat in Nederland autochtoon is. De CBS-definitie wijkt op een aantal punten af van wat doorgaans onder autochtoon of allochtoon wordt beschouwd. 
De definitie van het CBS wijkt af van het praktisch gebruik van de term autochtoon. In de omgangstaal wordt in Nederland namelijk meer gedoeld op mensen met de Nederlandse etniciteit.  

## Autochtone herkomsten
Planten kunnen ook een autochtone herkomst hebben.